# Wollerau
Wollerau (toponimo tedesco) è un comune svizzero di 6 986 abitanti del Canton Svitto, nel distretto di Höfe del quale è capoluogo, sul lago di Zurigo. È uno dei comuni del cantone a più bassa tassazione.